# جوني إدوارد
جوني إدوارد (بالإنجليزية: Johnny Edward)‏ هو منتج أسطوانات وموسيقي وكاتب أغاني بريطاني، ولد في 1945.

## وصلات خارجية
- جوني إدوارد على موقع ميوزك برينز (الإنجليزية)
- جوني إدوارد على موقع ديسكوغز (الإنجليزية)
- جوني إدوارد على موقع قاعدة بيانات الفيلم (الإنجليزية)